# Dieffenbachia bowmannii
Dieffenbachia bowmannii és una espècie de planta alismatal de la família de les aràcies. És originària de la conca amazònica, on té una distribució que va des de Colòmbia fins al nord del Brasil. Ha esdevingut una planta decorativa estesa arreu del món.